# Norberto Costa Alegre
Norberto José d'Alva Costa Alegre (nacido en 1951) es un ex primer ministro de Santo Tomé y Príncipe.  Ocupó el cargo del 16 de mayo de 1992 al 2 de julio de 1994, cuando fue destituido por el presidente Miguel Trovoada y sucedido por el exministro de Defensa Evaristo Carvalho. Previamente, en el gobierno de Daniel Daio se había desempeñado como ministro de Hacienda y Economía. 
Posteriormente fue miembro de la Asamblea Nacional en representación  del distrito electoral de Água Grande.
Es miembro del Partido Convergencia Democrática-Grupo de Reflexión (PCD-GR) desde 1990 y está casado con la exministra de Relaciones Exteriores Alda Bandeira.